# Benjamin Bourne

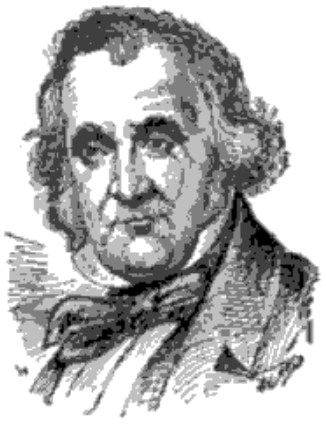
Porträt von Benjamin Bourne aus The National Cyclopaedia of American Biography, Band XII, S. 345, 1904

Benjamin Bourne (* 9. September 1755 in Bristol, Kolonie Rhode Island; † 17. September 1808 in Bristol, Rhode Island) war ein britisch-amerikanischer Jurist und Politiker. Zwischen 1790 und 1796 vertrat er den Bundesstaat Rhode Island im US-Repräsentantenhaus; anschließend wurde er Bundesrichter am Bundesbezirksgericht für den Distrikt Rhode Island.

## Werdegang
Benjamin Bourne wurde noch in der Kolonialzeit als britischer Bürger geboren. Bis 1775 studierte er an der Harvard University. Nach einem Jurastudium und seiner Zulassung als Rechtsanwalt begann er in Providence in seinem neuen Beruf zu arbeiten. Im Jahr 1776 wurde er während des Unabhängigkeitskriegs Fähnrich in einer Einheit seines Heimatstaates. Nach dem Krieg übte er einige regionale Ämter aus. So war er unter anderem Friedensrichter und Mitglied einer Kommission, die die Gesetze hinsichtlich der Miliz überarbeitete. Politisch unterstützte er Alexander Hamilton und George Washington und wurde später Mitglied der Föderalistischen Partei.
Zwischen 1789 und 1790 saß Bourne im Repräsentantenhaus von Rhode Island. Nach der Verabschiedung der Verfassung der Vereinigten Staaten wurde er als Abgeordneter seines Staates in den ersten Kongress gewählt. Im Repräsentantenhaus übte er nach einigen Wiederwahlen sein Mandat zwischen dem 31. August 1790 und dem Jahr 1796 aus. Dann trat er zurück, weil er von Präsident Washington zum Richter am United States District Court for the District of Rhode Island ernannt worden war. Dieses Amt bekleidete er als Nachfolger von Henry Marchant zwischen dem 13. Oktober 1796 und dem 20. Februar 1801. Zwischen Februar 1801 und Juli 1802 war er vorsitzender Richter im ersten Bundesgerichtsbezirk. Benjamin Bourne starb im September 1808 in seinem Geburtsort Bristol und wurde dort auch beigesetzt.